# 西基隆拿
西基隆拿（英語：West Kelowna）是加拿大卑詩省中奧肯拿根地區一個城市，座落奧肯拿根湖西岸，隔岸與基隆拿市相望。據2016年人口普查，西基隆拿有32,655名居民，是中奧肯拿根地區的第二大城鎮，僅次於基隆拿。

## 地理
西基隆拿佔地121.4平方公里，轄下社區如下：
- 西岸
- 格蘭羅沙（Glenrosa）
- 史密夫溪（Smith Creek）
- 香濃湖（Shannon Lake）
- 玫瑰谷（Rose Valley）
- 西基隆拿莊園（West Kelowna Estates）
- 卡薩羅馬（Casa Loma）
- 湖景高地（Lakeview Heights）

西基隆拿還包圍著兩個屬於西岸原住民族（Westbank First Nation）的保留區，但兩者皆不屬西基隆拿區的管轄範圍。

## 歷史
奧肯拿根湖西邊地區一帶過去不設地區政府架構，而是由中奧肯拿根區域局和卑詩省政府管轄。中奧肯拿根區域局的11名委員中，有三位是代表西邊地區的民選委員。區内居民就應否設立地區政府架構曾作多番討論：1980年舉行的公投中87%選民反對設區，而1993年一項只針對西岸社區的設區公投亦被否決。
最後一次設區公投於2007年6月16日舉行，區内選民就以下兩條問題作出取捨：
1：你是否希望改革西邊地區的管治模式，並以加盟基隆拿市或另行設立地區政府的方式實行？
- 是（9728票）
- 否（1835票）
- 廢票（23票）

2：如果落實改革的話，你希望採取哪一個方案？
- 設立西邊自治體（5924票）
- 加盟基隆拿市（5582票）
- 廢票（80票）

自行設區方案以342票之微險勝加盟基隆拿市方案。首屆地區選舉於同年11月17日舉行，選出首任區長和首屆區議會，而西邊區域自治體（Westside District Municipality）也於同年12月6日正式成立。
第二屆地區選舉於2008年11月15日舉行，選民也同時為西邊區選出新名字。「西基隆拿」（West Kelowna）以3841票比3675票險勝「西岸」（Westbank），新一屆區議會並於同年12月9日確認此名稱。西邊區的專利特許證獲卑詩省政府修改後，於2009年1月30日正式更名為西基隆拿區。西基隆拿再於2015年6月26日獲省府授權改設為市。

## 交通

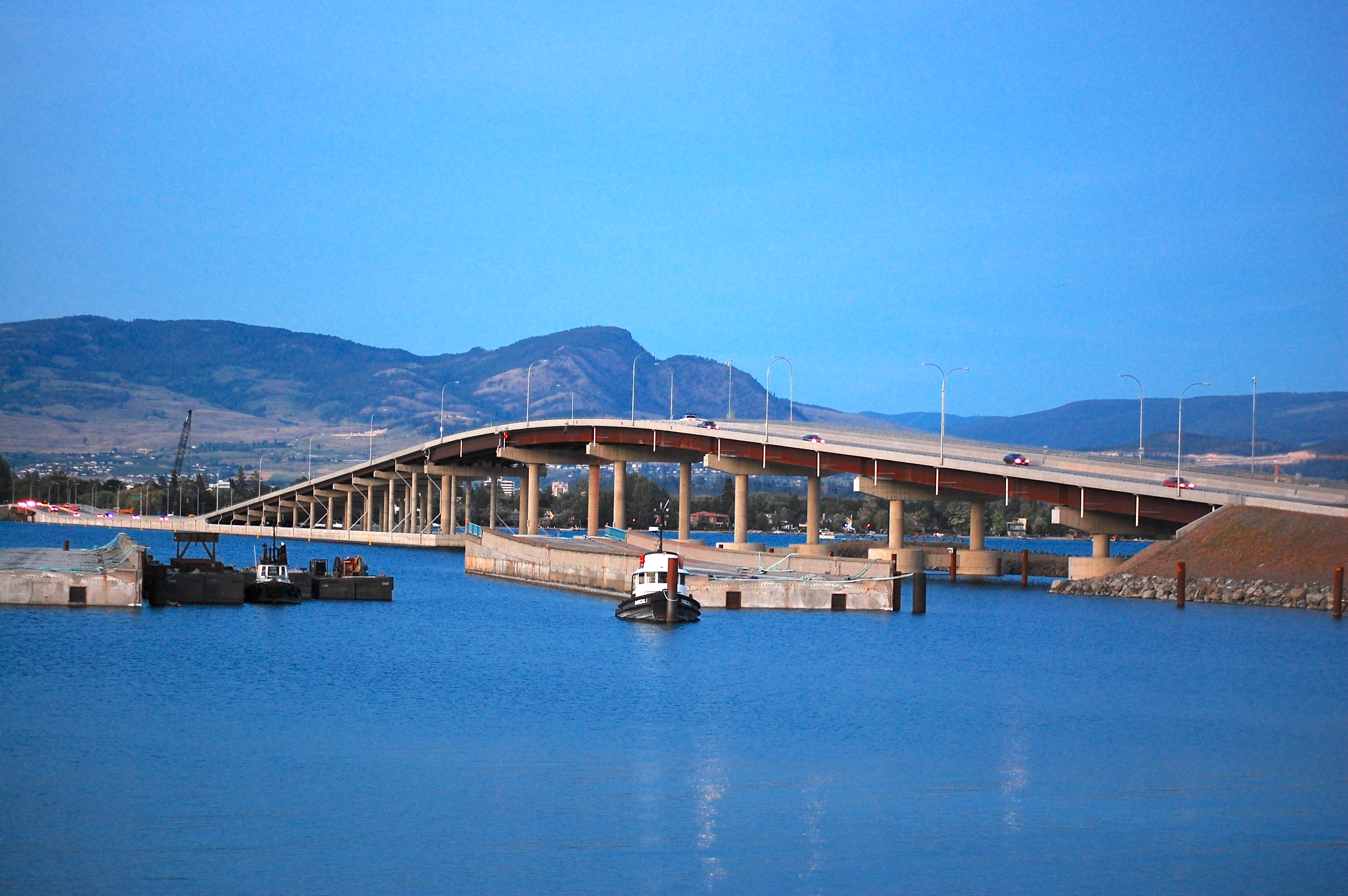
班納橋連接基隆拿和西基隆拿

卑詩省97號公路為西基隆拿的要道，向東沿班納橋（William R. Bennett Bridge）橫跨奧肯拿根湖通往基隆拿，向南則通往皮奇蘭。基隆拿地區公車局（Kelowna Regional Transit）旗下則有八條巴士綫服務西基隆拿。

## 外部連結
- 西基隆拿市官方網站 （页面存档备份，存于）